# Aspidosiphon mexicanus
Aspidosiphon mexicanus är en stjärnmaskart som först beskrevs av Murina 1967.  Aspidosiphon mexicanus ingår i släktet Aspidosiphon och familjen Aspidosiphonidae. Inga underarter finns listade i Catalogue of Life.